# Emil Heitz (Altphilologe)

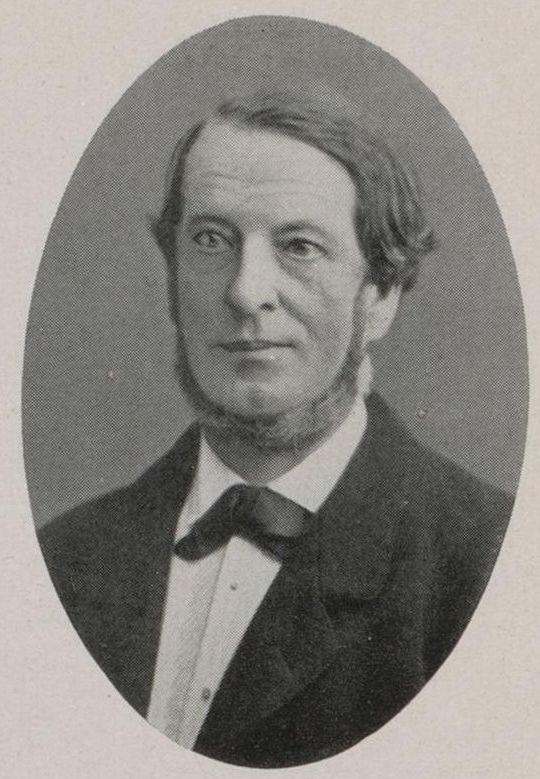
Emil Heitz

Johann Heinrich Emil Heitz, auch Jean Henri Émile Heitz und Aemilius Heitz (* 13. September 1825 in Straßburg, Elsass; † 15. Juli 1890 ebenda) war ein elsässischer, französischer, später deutscher Klassischer Philologe, Kanoniker der Thomaskirche, Professor und Rektor an der Kaiser-Wilhelm-Universität in Straßburg.

## Leben
Johann Heinrich Emil war das fünfte unter elf Kindern von Friedrich Karl Heitz (auch Frédéric Charles, 1798–1867) und seiner Frau Barbara Luise, geborene Baerst. Die Kinder des Ehepaares bildeten die fünfte Generation der renommierten Straßburger Universitäts-Buchdrucker.
Emil Heitz heiratete am 13. August 1853 Caroline Frédérique Lichtenfelder (1827–1902). Sie bekamen vier Kinder: Caroline Julie (1854–1944), Johann Heinrich Emil (1855–1944), Karl Timotheus Paul (1857–1943) und Friedrich Eugen (1859–1905). Entsprechend der Familientradition gab Karl Timotheus Paul einem seiner Söhne die Vornamen seines Vaters bzw. seines Bruders, nämlich Johann Heinrich Emil (1892–1965), der als Botaniker und Zytogenetiker bekannt wurde.

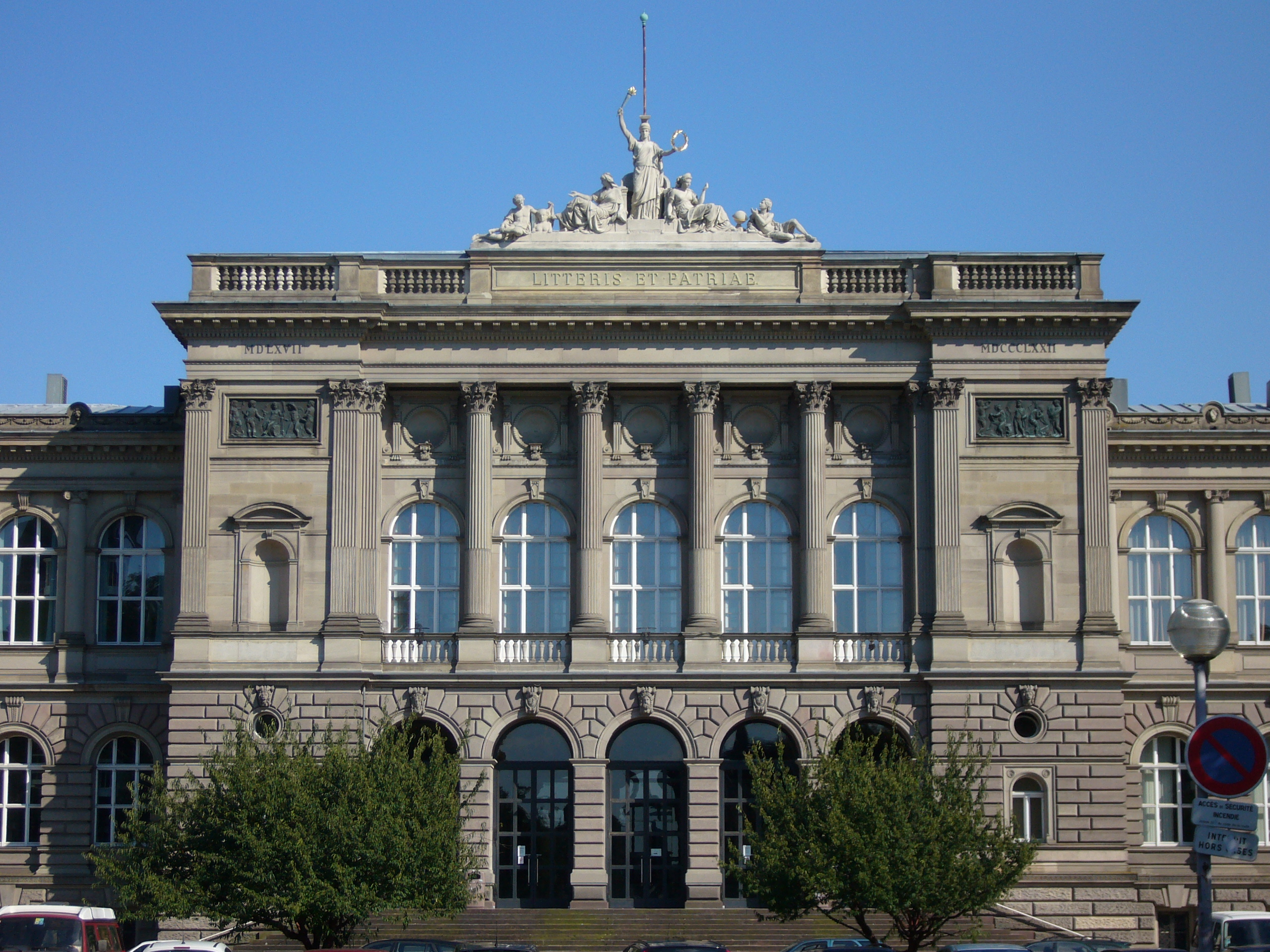
Universität Straßburg

Emil Heitz erhielt für seine Arbeit über die verlorenen Schriften des Aristoteles den Preis der Berliner Akademie. 1870 wurde er außerordentlicher Professor der Philosophischen Fakultät der (alten) Universität Straßburg. Am 11. März 1871 verlieh ihm die Universität Leipzig ein Ehrendoktorat. Im gleichen Jahr wurde er korrespondierendes Mitglied der Preußischen Akademie der Wissenschaften. Nach der Niederlage Frankreichs im Deutsch-Französischen Krieg (1870–1871) wurde die Straßburger Hochschule als Kaiser-Wilhelm-Universität im Deutschen Reich neu gegründet und am 1. Mai 1872 feierlich eröffnet. Die politischen Veränderungen machten Emil Heitz vom Franzosen zum Deutschen und zum Professor an der Philosophischen Fakultät. Außerdem wurde er 1872 zum Mitglied des Kapitels der Thomaskirche ernannt und 1884 zum Leiter des Kapitels. Am 1. Mai 1885 übernahm er das Rektorat der Kaiser-Wilhelm-Universität.

## Werke
- Die verlorenen Schriften des Aristoteles. Teubner, Leipzig 1865. (Digitalisat)
- Scriptorum Graecorum bibliotheca. 5. Aristotelis opera omnia; Graece et Latine cum indice nominum et rerum absolutissimo. 6. Fragmenta Aristotelis, collegit disposuit illustravit Aemilius Heitz. Firmin Didot, Paris 1869.
- Karl Otfried Müllers Geschichte der griechischen Literatur bis auf das Zeitalter Alexanders. Band 1; 3. Ausg. A. Heitz, Stuttgart 1875.
- Karl Otfried Müllers Geschichte der griechischen Literatur bis auf das Zeitalter Alexanders, Band 2, Zweite Hälfte. A. Heitz, Stuttgart 1884.
- Zur Geschichte der alten Straßburger Universität. Rede gehalten beim Antritt des Rectorats [1. Mai 1885]. Heitz, Straßburg 1885.